# La dama de Xangai
La dama de Xangai (títol original en anglès: The Lady from Shanghai) és un thriller estatunidenc d'Orson Welles estrenat el 1947. Ha estat doblada al català.

## Argument

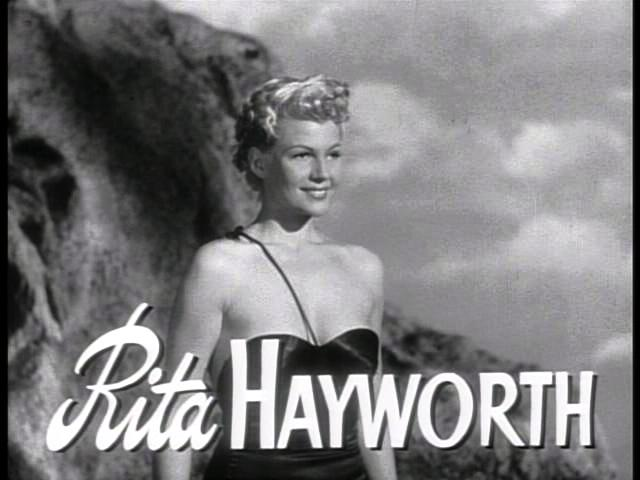
Rita Hayworth

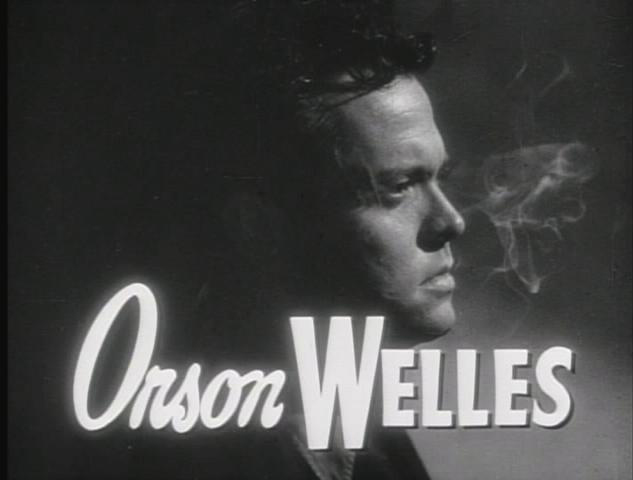
Orson Welles

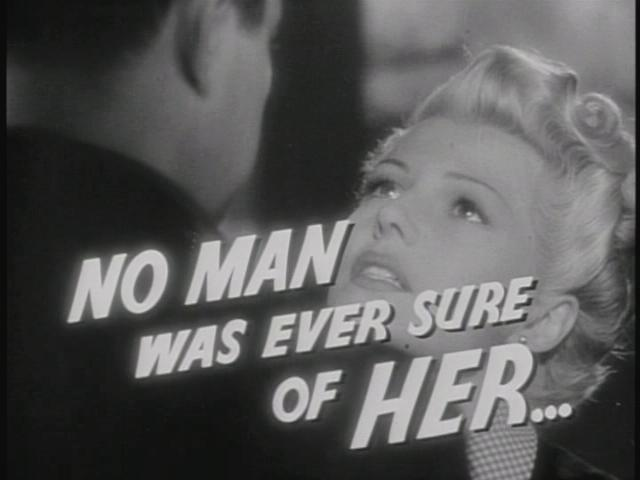
imatge de Rita Hayworth al tràiler de La Dama de Shanghai

Michael O'Hara coneix l'encisadora Elsa Bannister, a qui salva poc després d'una agressió. Casada amb un ric advocat d'edat poc escrupolós, coix i de tornada de Shanghai, Elsa fa embarcar Michael al iot del seu marit. O'Hara s'enamora d'ella sota la mirada indiferent del marit i, George Grisby, l'advocat associat de Bannister, aprofita una escala per fer-li una singular proposició: matar sense risc un home per una gran suma de diners amb l'argument que hom no pot ser perseguit mentre el cos de la víctima no sigui trobat per la policia. Curt de diners, Michael O'Hara vacil·la.

## Una escena famosa
Cap al final de la pel·lícula, té lloc una escena en una atracció de fira, un laberint de miralls. Hi ha un intercanvi de trets, i veiem enfonsar-se moltes vegades imatges de personatges amb el trencament de vidres.
Es rodaran alguns plans idèntics en homenatge a Orson Welles per Woody Allen al final de Misteriós assassinat a Manhattan.

## Repartiment
- Rita Hayworth: Elsa 'Rosalie' Bannister
- Orson Welles: Michael O'Hara
- Everett Sloane: Arthur Bannister
- Glenn Anders: George Grisby
- Ted De Corsia: Sidney Broome
- Erskine Sanford: Jutge
- Carl Frank: Procurador de districte Galloway
- Gus Schilling: Goldie
- Louis Merrill: Jake
- Evelyn Ellis: saliha Bessie
- Harry Shannon: taxista

## Al voltant de la pel·lícula
- El rodatge de La dama de Xangai  va començar amb problemes, ja que les relacions entre Rita Hayworth i el seu marit Orson Welles estaven tan deteriorades que just aleshores es va començar el procediment de divorci.
- Rita Hayworth era, en aquell temps, l'estrella de la Columbia, sobretot gràcies a la pel·lícula Gilda. La seva llarga cabellera pèl-roja s'havia convertit en un símbol de Hollywood. Per a aquesta pel·lícula, Welles li va imposar un cabell curt i ros. Es va insinuar que era una venjança envers aquesta dona de qui s'estava divorciant, cosa que Welles ha negat sempre.
- La llegenda diu que Welles, necessitant diners per muntar un espectacle a Boston, va cridar Harry Cohn, el patró de la Columbia, i li va proposar realitzar immediatament una pel·lícula per a ell contra la suma que li calia. Cohn, acceptant, va preguntar qui seria el títol. Welles va mirar al voltant d'ell, va veure una novel·la policíaca i llegí el títol: La Dama de Xangai, encara que la pel·lícula sigui basada en «If I Die Before I Wake» de Sherwood King.
- Welles afirmava no haver llegit mai el llibre original.
- La pel·lícula va ser rodada als estudis de Columbia Pictures, a San Francisco, Sausalito i Acapulco.

## Crítica
- « Rita Hayworth mai no ha estat tan bonica com a La dama de Xangai, estirada sobre una roca, durant un bany al mar o corrent en la nit mexicana, vestida d'un vestit blanc encisador. Però Orson Welles l'havia guarnit per al seu funeral i el desastre era irreparable. La massacre als miralls va ser la d'un mite que no es va aixecar mai. Pel seu geni estètic, Orson Welles es va venjar, menys de l'estrella de la qual s'anava a separar llavors definitivament que del sistema de Hollywood. Sense preocupació de construir lògicament la intriga, ha creat un univers d'imatges i de formes al límit de l'onirisme. Cada pla porta una càrrega d'insòlit, de joc entre les aparences enganyoses i la realitat. Els homes de negocis del clan Bannister són assimilats a taurons (apuntant als productors de Hollywood) i molt, o gairebé, en aquesta pel·lícula, agafa un sentit simbòlic: la famosa escena on Michael i Elsa s'abracen davant un aquari poblat de peixos monstruosos, la fugida al barri xinès i la caiguda, pel tobogan, al palau dels miratges transformat sobtadament en cambra infernal. Magnífica proesa de l'autor de Ciutadà Kane, que anava a agafar aviat el camí de l'exili. » Jacques Siclier.[3]
- La dama de Xangai  és una pel·lícula sobre "el cinema". A diferència de Ciutadà Kane i Els magnífics Amberson , no es tracta d'una reflexió a partir del material - de la reproducció tècnica en la seva funció de "document", com a la primera pel·lícula, o de la seva relació al temps perdut, com a la segona - sinó d'una autoreflexió del cinema, del film , com a univers d'imatge, de ficció, romàntic, de somni d'un món sense somnis, de la realització de la bellesa com a promesa. Porta sobre la naturalesa fascinant, màgica i mítica, de la imatge cinematogràfica, aquesta metamorfosi de la bellesa en aparença "demoníaca" i fatal, amb el seu "tindrà" de préstec, la seva degradació pels diners i la mercaderia, que són la substància fins i tot de l'estrella, oferta com un objecte de passió al somieig de l'espectador solitari de la gran ciutat, com a la del personatge narrador de La dama de Xangai. Aquesta "autoreflexió" de la pel·lícula, que en una tornada sobre si mateix s'exposa, al palau dels miratges del final, i es destrueix, es realitza en un constant desplaçament del model clàssic que crea al mateix temps que, irònicament, n'atura i desvia el funcionament. És perquè ja no manifesta la benzina del món, com en la tradició de la mimesi, perquè no existeix més que com "il·lustració" contrària al lletjor i a la insignificança d'allò que simplement existeix, que l'"aparença bonica" s'ha fet demoníaca. Demostrant la força mítica, la mentida i l'artifici de l'ídol que fascina i sedueix, l'obra crea alhora l'aparença bella i en conjura la màgia: la bella aparença és mortal, és qui perd, al mateix temps que ha perdut, objecte retrospectiu de la nostàlgia acompanyant la destrucció de la superfície brillant que fascina, per ruptura i arrencada, per conduir a la paraula, l'ètica immanent a aquesta "autoreflexió" de la pel·lícula, per la qual el film  es transforma en obra d'art.» Youssef Ishaghpour[4]
- "Una de les millors pel·lícules de Welles (...) inquietant, morbosa, tràgica"[5]